# Nie zaznasz spokoju
Nie zaznasz spokoju – polski film psychologiczny z 1977 roku.
Lokalizacje: Piotrków Trybunalski, Warszawa.

## Opis fabuły
Tolek „Bicz” wyszedł z więzienia po 3 latach. Odkrywa, że jego dziewczyna Bożena związała się z „Gnatem”, który zerwał z gangiem i prowadzi uczciwe życie. „Bicz” staje na czele gitowców i planuje kolejny skok. Wbrew woli matki do bandy przyłącza się Janek, brat „Bicza”. Pobity i sterroryzowany „Gnat” zwabia Bożenę do baraku nad Wisłą, gdzie Tolek ma wymierzyć jej karę za zdradę. Dochodzi do tragedii.

## Główne role
- Krzysztof Janczar – Tolek „Bicz” Maliniak
- Joanna Pacuła – Bożena Kaczmarek
- Piotr Pręgowski – Janek „Dzięcioł” Maliniak, brat Tolka
- Ryszard Faron – Darek „Gnat” Konopka
- Tomasz Borkowy – „Długi”
- Henryk Gołębiewski – Kuba
- Bogdan Izdebski – „Lord”
- Dariusz Łęgowski – „Nietoperz”
- Lidia Korsakówna – Maliniakowa, matka Tolka i Janka
- Emilia Krakowska – Krystyna
- Gustaw Lutkiewicz – Maliniak, ojciec Tolka i Janka
- Łucja Kowolik – Łucja, przyjaciółka Krystyny
- Irena Laskowska – Irena Kaczmarkowa, matka Bożeny
- Jan Himilsbach – handlarz, paser